# Ćurke
Ćurke este un sat din comuna Ulcinj, Muntenegru. Conform datelor de la recensământul din 2003, localitatea are 31 de locuitori (la recensământul din 1991 erau 63 de locuitori).

## Demografie
În satul Ćurke locuiesc 24 de persoane adulte, iar vârsta medie a populației este de 36,2 de ani (32,3 la bărbați și 39,9 la femei). În localitate sunt 9 gospodării, iar numărul mediu de membri în gospodărie este de 3,44.
|  |

| Demografie | Demografie | Demografie |
| An         | Locuitori  | Locuitori  |
| ---------- | ---------- | ---------- |
|            |            |            |
|            |            |            |
|            |            |            |
|            |            |            |
| 1948       | 42         |            |
| 1953       | 42         |            |
| 1961       | 54         |            |
| 1971       | 66         |            |
| 1981       | 68         |            |
| 1991       | 63         | 38         |
| 2003       | 59         | 31         |

| \| Componența etnică conform recensământului din 2003[2] \| Componența etnică conform recensământului din 2003[2] \| Componența etnică conform recensământului din 2003[2] \| Componența etnică conform recensământului din 2003[2] \| Componența etnică conform recensământului din 2003[2] \| \| ----------------------------------------------------- \| ----------------------------------------------------- \| ----------------------------------------------------- \| ----------------------------------------------------- \| ----------------------------------------------------- \| \| \| \| \| \| \| \| Albanezi \| Albanezi \| \| 31 \| 100% \| \| necunoscută \| necunoscută \| \| 0 \| 0% \| |             |  |    |      |
| Componența etnică conform recensământului din 2003 |             |  |    |      |
| |             |  |    |      |
| Albanezi | Albanezi    |  | 31 | 100% |
| necunoscută | necunoscută |  | 0  | 0%   |